# Tahurwaili
Tahurwaili  fue un rey de Hatti, sucesor de Alluwamna, que gobernó  en el siglo XV a. C.

## Biografía
En el Edicto de Telepinu, aparece un Tahurwaili que asesinó a Titti, hijo del rey hitita Ammuna para ayudar a Huzziya I a hacerse con el trono a la muerte de Ammuna; posteriormente, cuando Huzziya perdió el trono a manos de Telepinu, Tahurwaili tuvo que exiliarse. Algunos historiadores identifican al Tahurwaili colaborador de Huzziya con el rey que asesinó a Alluwamna, aunque hasta ahora no se ha encontrado prueba alguna.
Tahurwaili no es mencionado en ninguna de las «listas de oferentes», pero su existencia está confirmada por un sello hallado en Hattusa. Gobernó en algún tiempo comprendido entre Telepinu y Zidanta II, pero su colocación en la lista de reyes es dudosa. A menudo se coloca después de Alluwamna, e incluso de Hantili II, basándose en el estilo de su sello, pero tal decisión es mera conjetura. Dado que se le menciona en una de las cartas de Telepinu (KUB 26:77), y se supone que era primo suyo, tiene sentido suponer que gobernó justo después de Telepinu. Este es el razonamiento de Bin-Nun: Se sabe también que Alluwamna fue exiliado por Telepinu, por lo que le resultaría difícil acceder al trono justo después de la muerte de Telepinu y sería más lógico suponer que el usurpador se haría con el poder más adelante después de transcudo un tiempo. Colocar el reinado de Tahurwaili después de Hantili II (hijo de Alluwamna) significa mover a Tahurwaili, al menos dos generaciones en la línea de tiempo.
Tahurwaili renovó el tratado de Alianza con Kizzuwadna que firmó Telepinu, en el único acto conocido de su reinado. Fue sucedido, en circunstancias no aclaradas, por Hantili II, a quién algunos historiadores consideran hijo de Alluwamna.